# Ясмунд (національний парк)
Національний парк Ясмунд (нім. Nationalpark Jasmund) — природний заповідник на півострові Ясмунд, на північному сході острова Рюген у землі Мекленбурґ-Передня Померанія, Німеччина. Він відомий тим, що містить найбільші крейдяні скелі в Німеччині Кеніґштуль (нім. «королівське крісло»). Ці скелі досягають 161 м над Балтійським морем. Букові ліси за скелями також є частиною національного парку.
Має площу лише 30 км², це найменший національний парк Німеччини. Парк був заснований у 1990 році останнім урядом Східної Німеччини (НДР) до возз'єднання Німеччини .
25 червня 2011 року буковий ліс у парку було додано до Списку всесвітньої спадщини ЮНЕСКО як продовження об'єкта «Букові праліси Карпат та інших регіонів Європи» через його непорушену природу та свідчення екологічної історії Європи від останнього льодовикового періоду.

## Крейдяні скелі
Скелі національного парку Ясмунд належать до Рюгенської крейди. Крейдяні скелі зазнають постійної ерозії. З кожним штормом частини скель падають, включаючи скелі та скам'янілості губок, устриць і морських їжаків.
Найвеличнішою частиною скель є Кеніґштуль (укр. королівське крісло), яка підіймається до висоти 118 м. Одне з наймальовничіших і найвідоміших відслонень крейди, Wissower Klinken, впало в Балтійське море 24 лютого 2005 року внаслідок зсуву, спричиненого весняно-відлиговими погодними умовами.

## Флора і фауна
Завдяки особливим геологічним особливостям національного парку Ясмунд він є домівкою для багатьох рідкісних рослин і тварин.
У лісах Штубніца, за скелями, є численні заповнені водою западини, більшість з яких виникли як мертві ополонки льодовикового періоду. У цій місцевості зустрічається широкий спектр рослин, наприклад, чорна вільха, яблуня європейська, берека, тис і орхідеї (як Cypripedium calceolus).
У парку живуть різноманітні птахи: орлан-білохвіст, рибалочка блакитний, ластівка міська та сокіл-сапсан.

## Управління відвідувачами

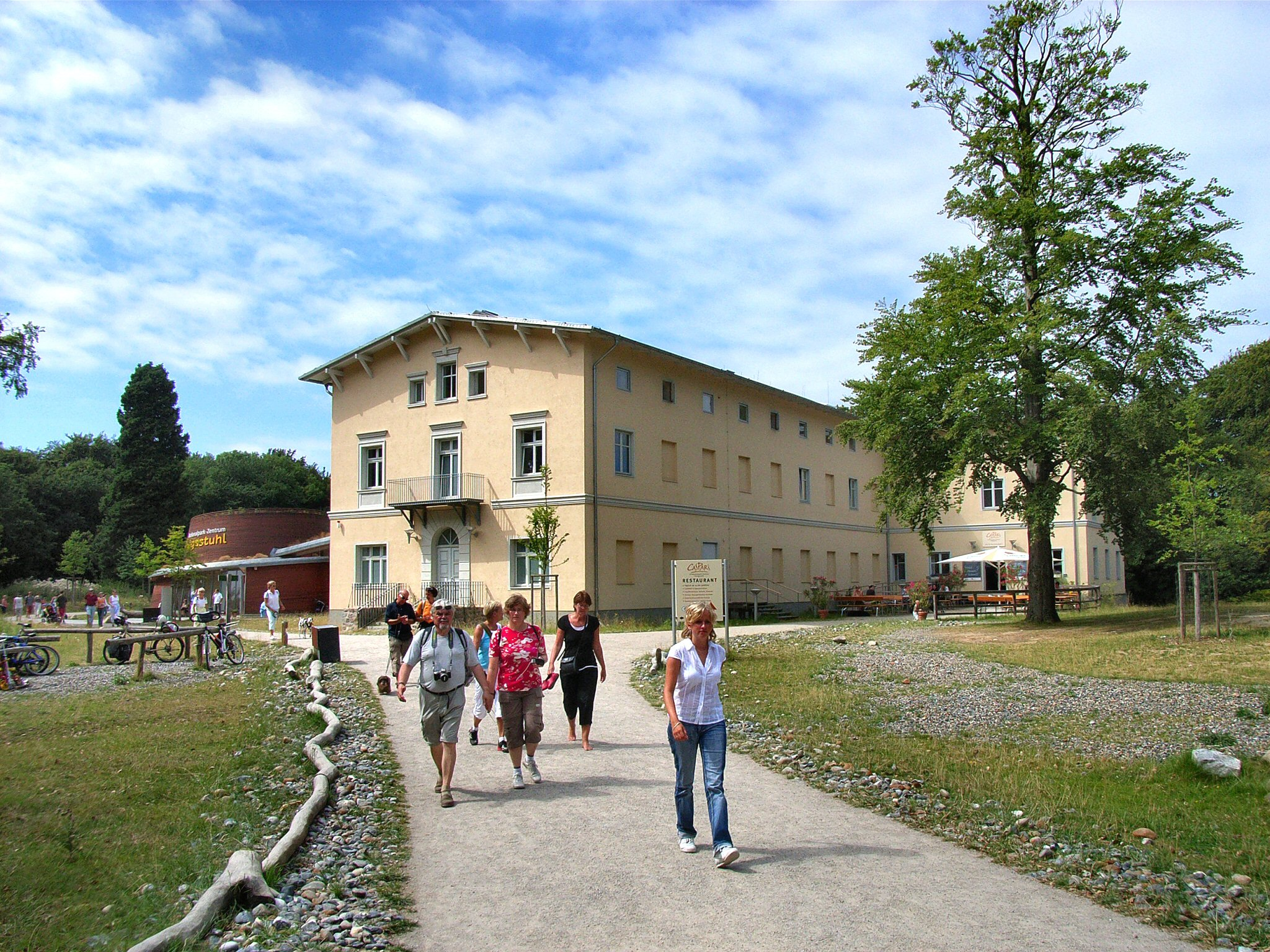
Центр національного парку Кеніґштуль

З моменту створення в 1934 році національний парк Ясмунд щороку приваблює сотні тисяч відвідувачів. Одне з головних завдань Управління національного парку полягає в тому, щоб різноманітні середовища існування парку залишалися в основному непорушеними, і в той же час дозволяли відвідувачам зазирнути в природу регіону. У березні 2004 року було відкрито центр для відвідувачів Кеніґштуль.

## Галерея

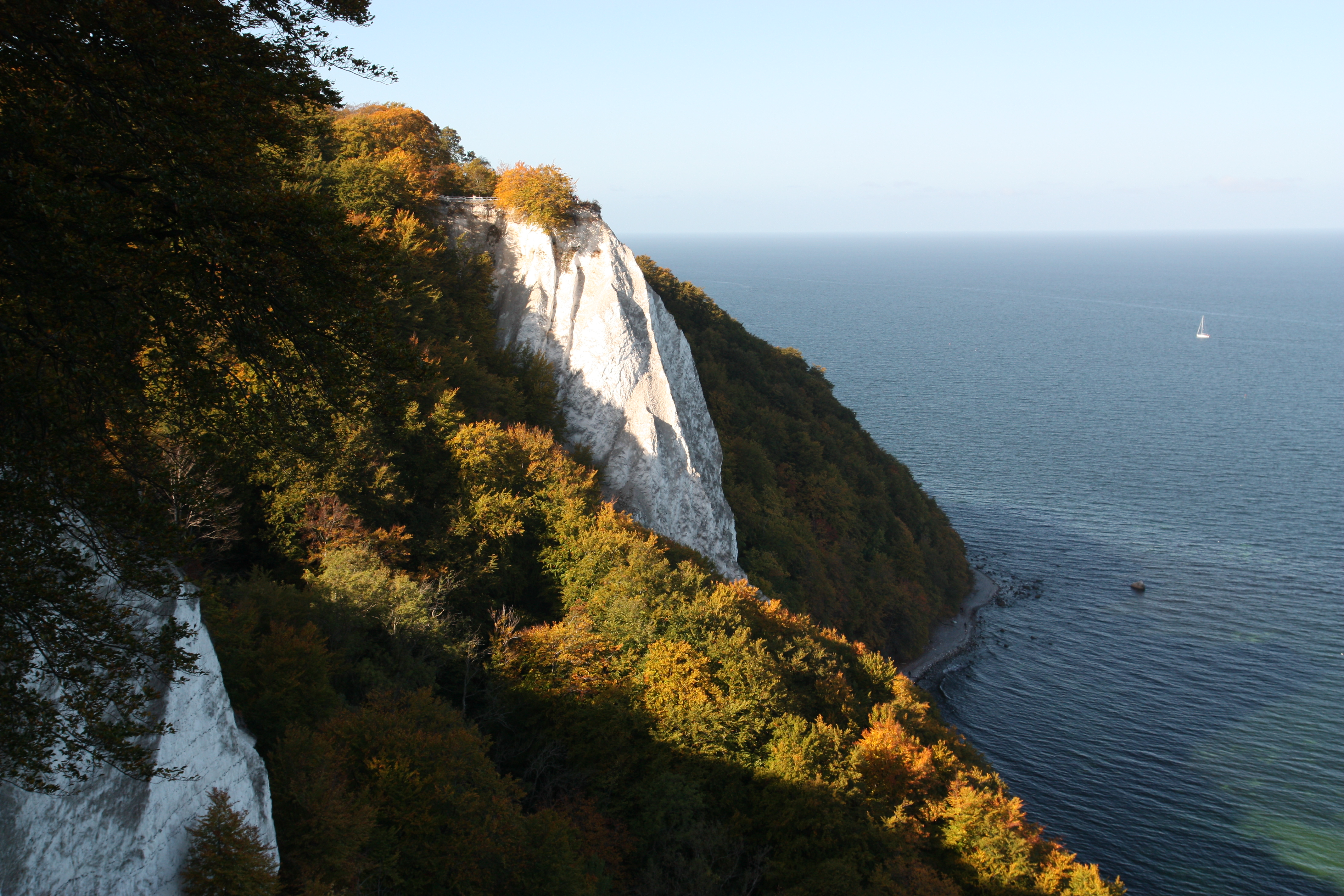
Скелі Кенігштуль (Королівське крісло)
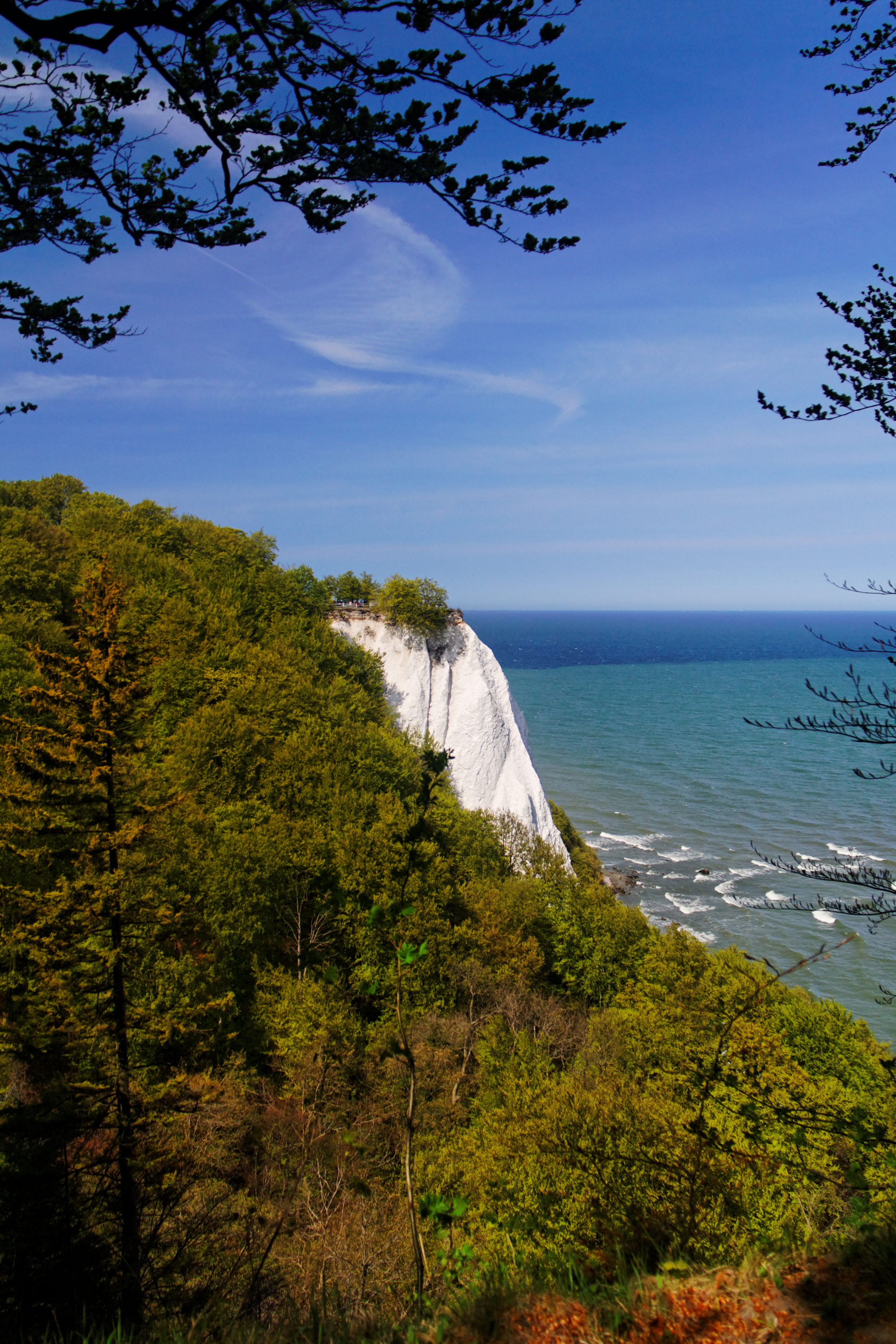
Кенігштуль, вигляд з півдня
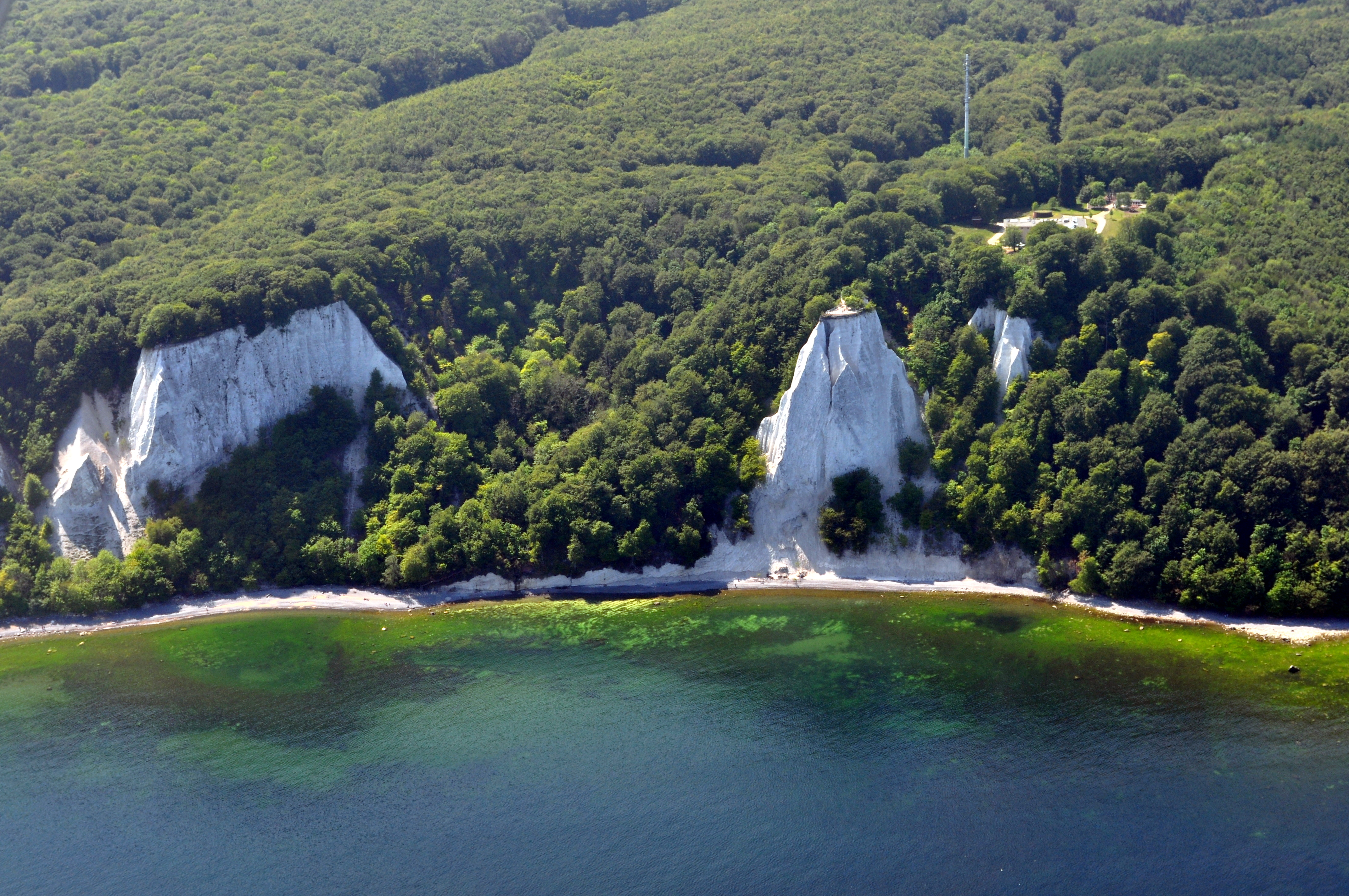
Кенігштуль вигляд згори
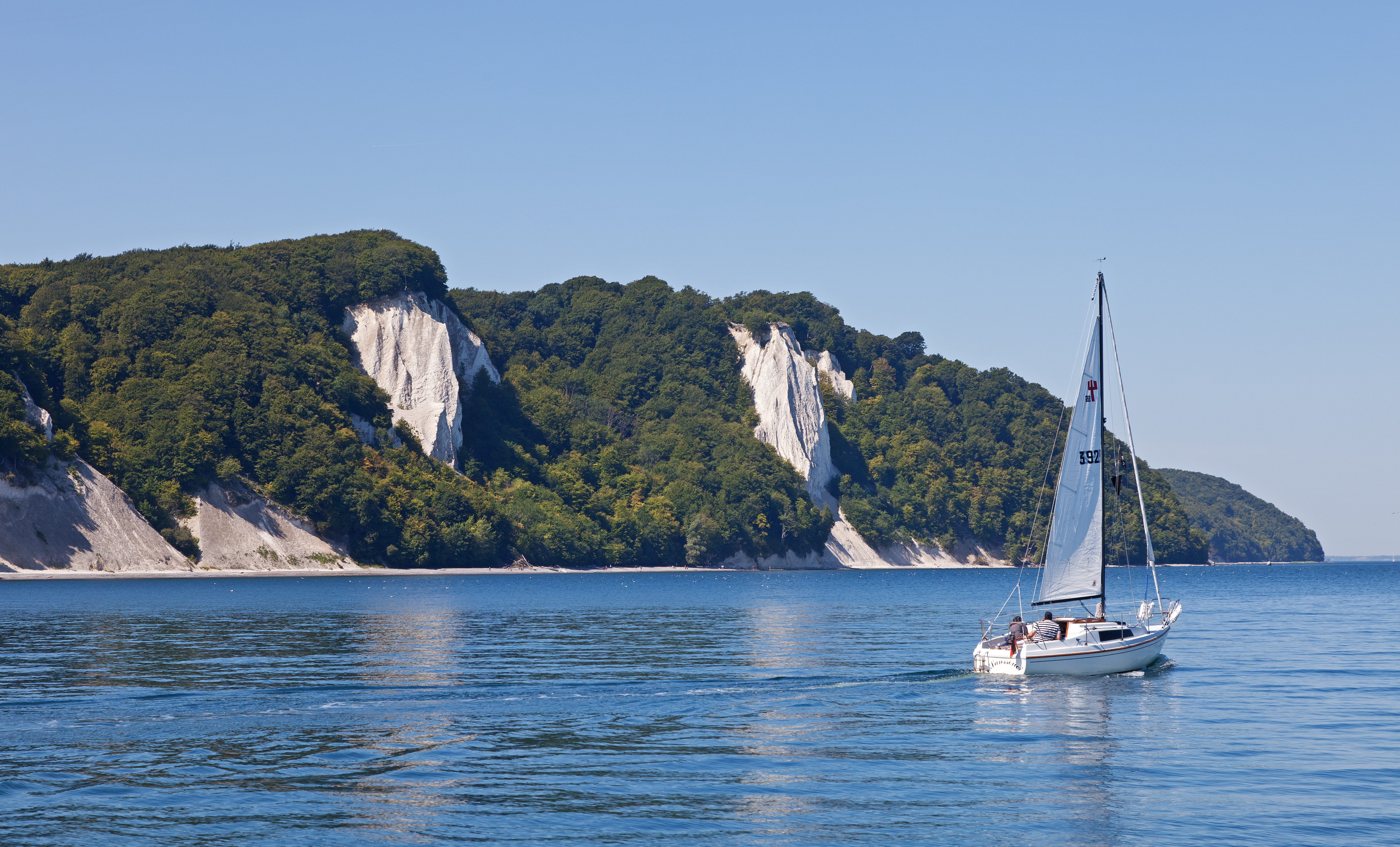
Фікторія-Зіхт та Кенігштуль з боку Балтійського моря
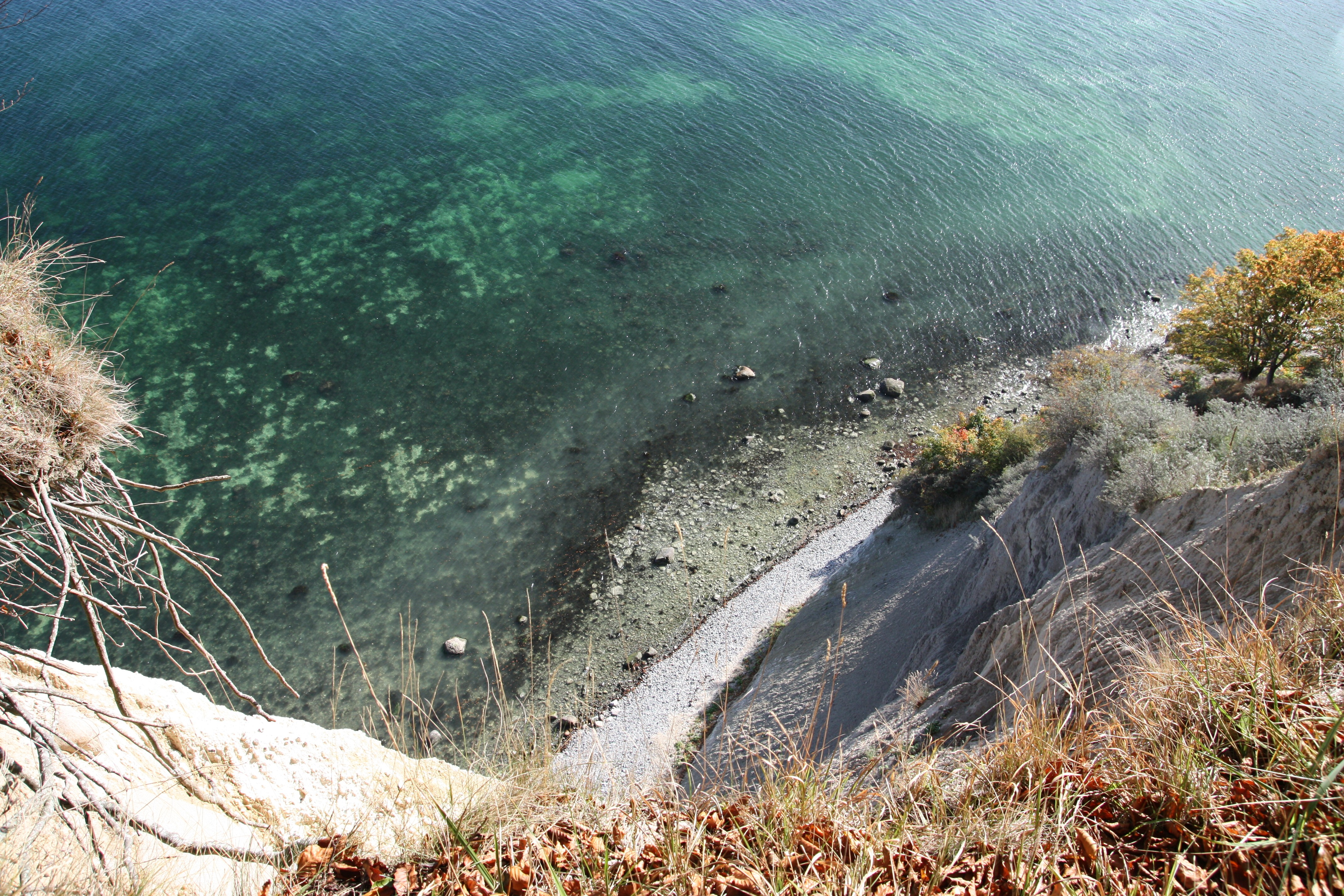
Краєвид з білих скель
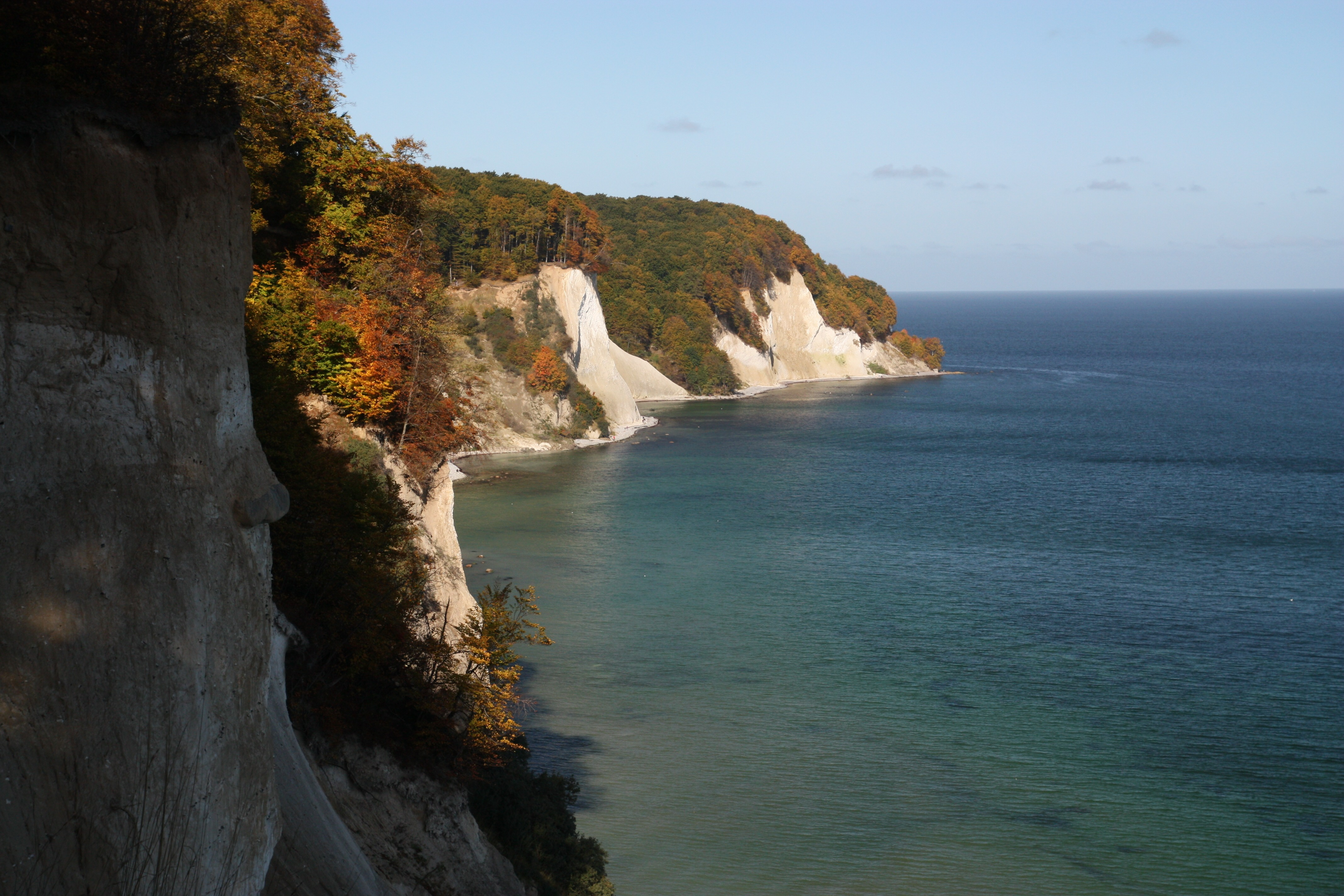
Крейдяні скелі
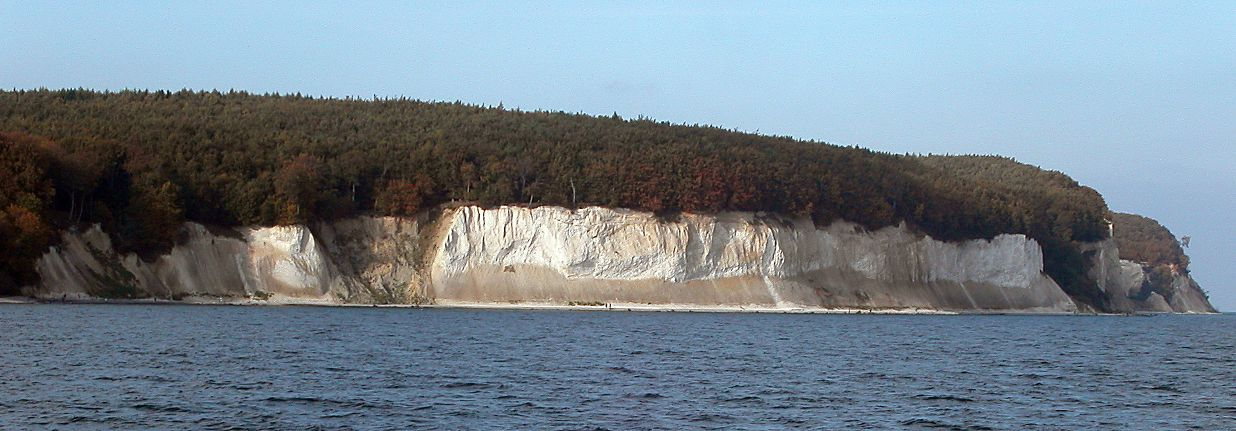
Stubbenkammer
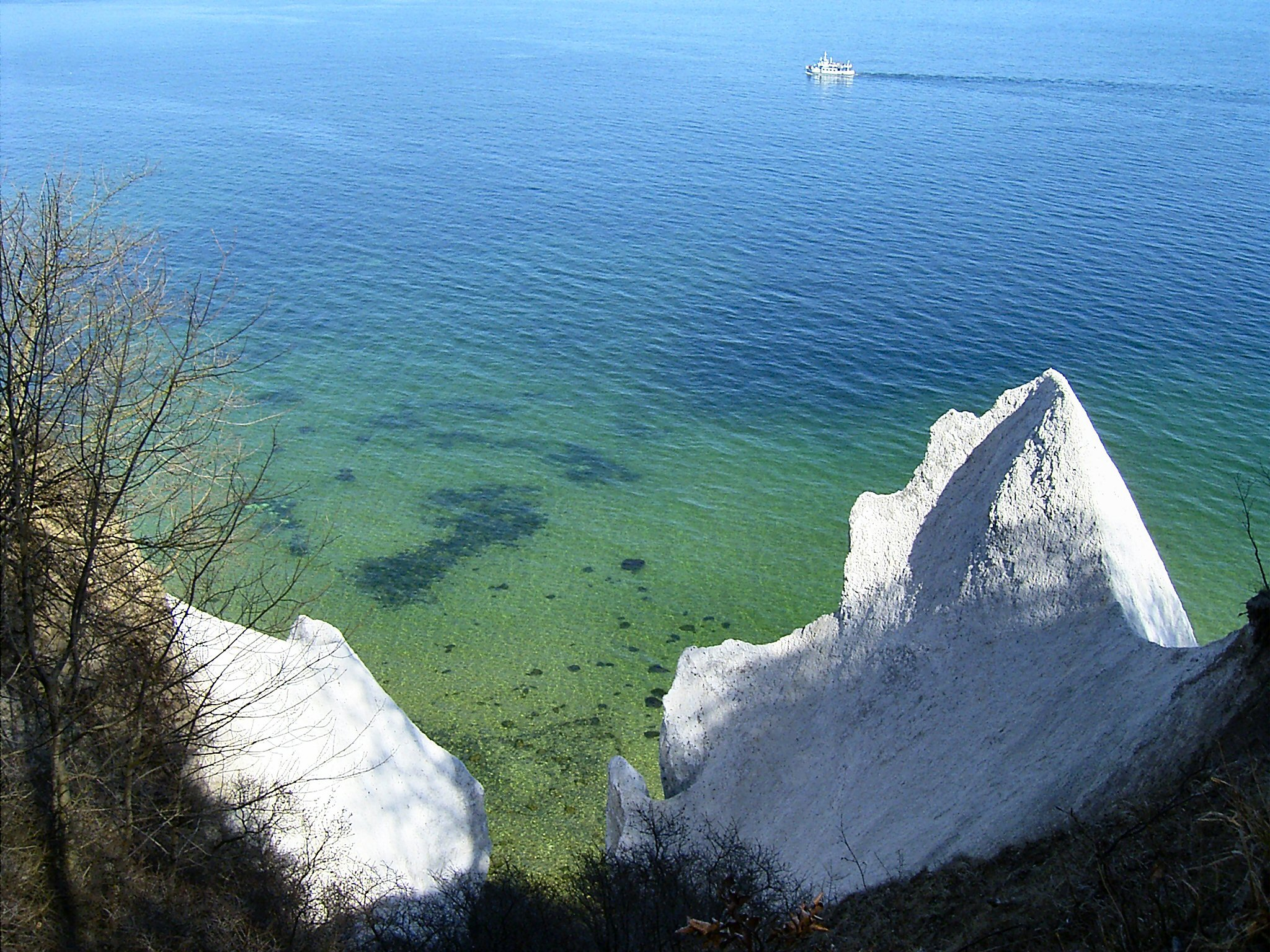
Віссовер-Клінкен (квітень 2004)
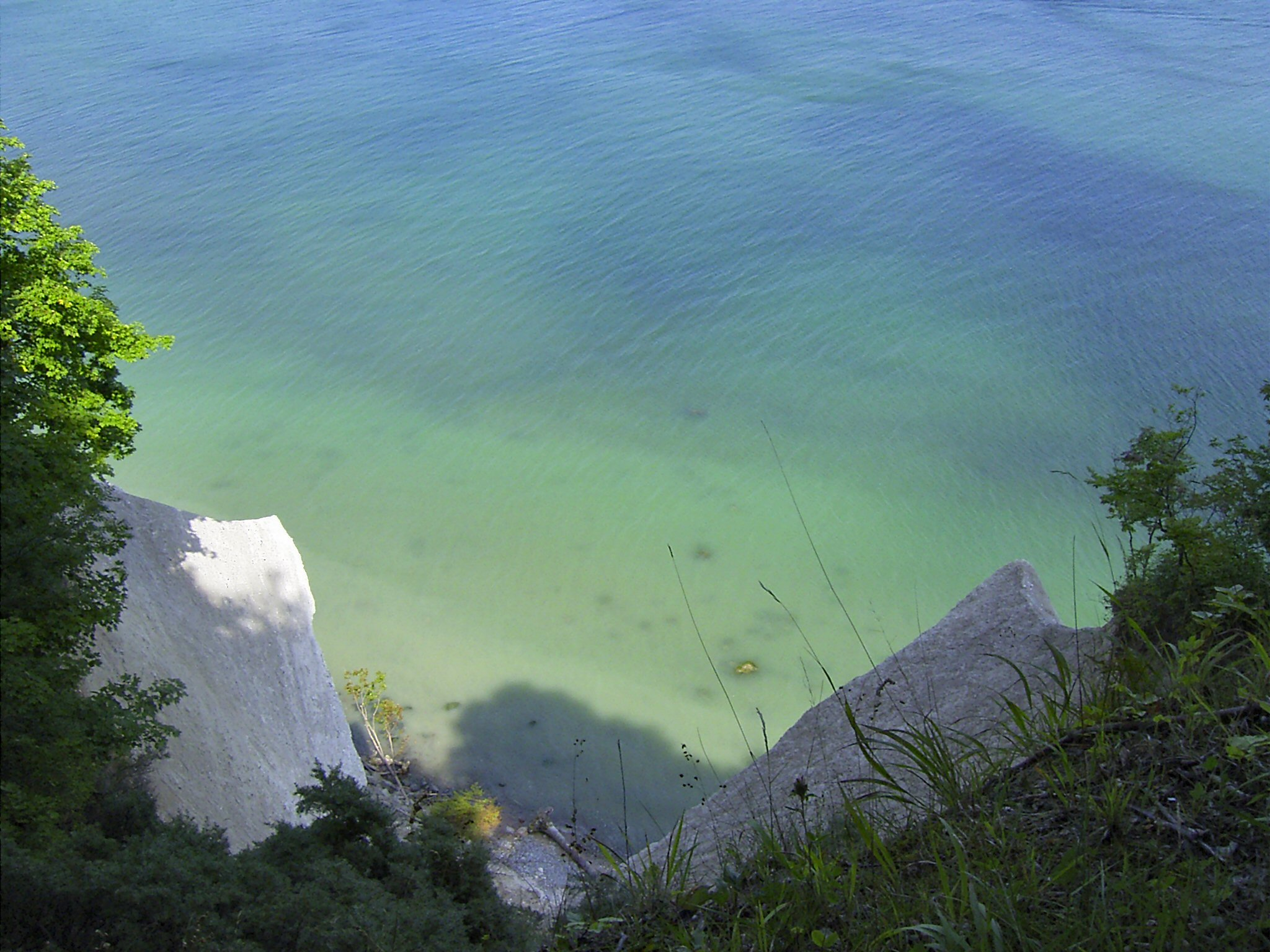
Віссовер-Клінкен (серпень 2005)
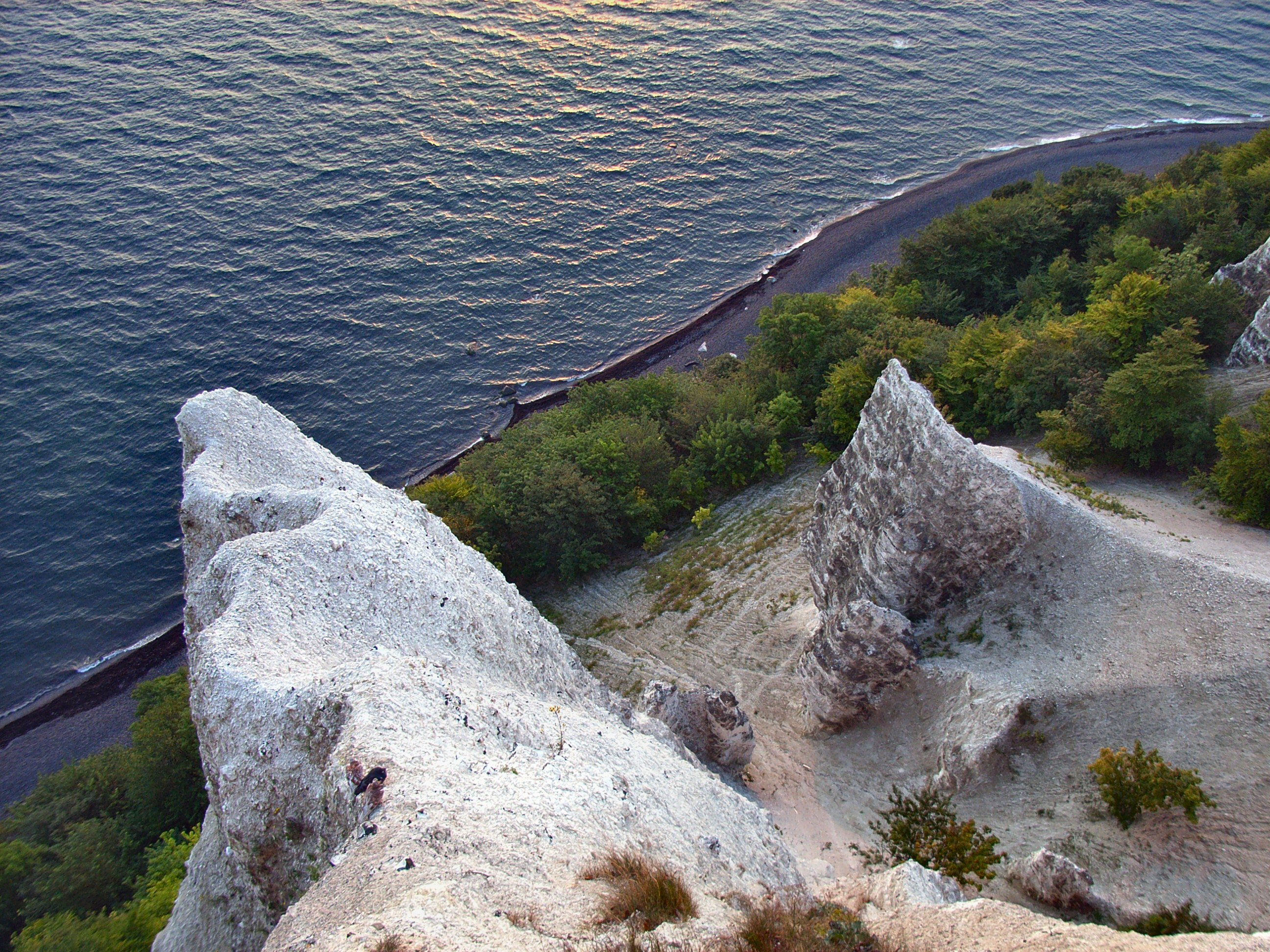
Фікторія-Зіхт (Вікторіанський краєвид)
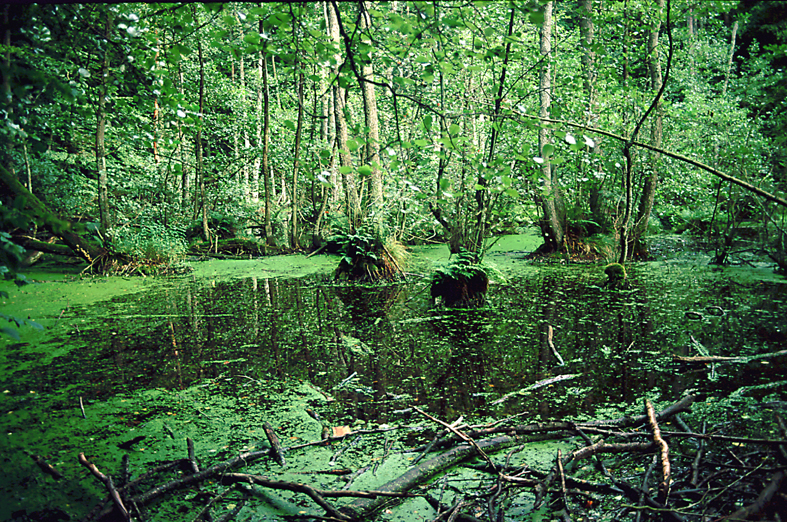
Болото "Чорна Вільха"
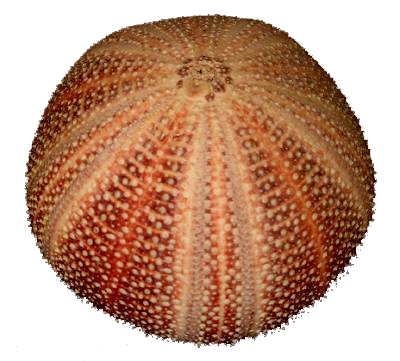
Морські артефакти зі скельних відкладів